# Іван Пацайкін
Іван Пацайкін  (рум. Ivan Patzaichin, 26 листопада 1949 — 5 вересня 2021) — румунський веслувальник, олімпійський чемпіон.

## Виступи на Олімпіадах
| Олімпіада         | Дисципліна                  | Місце |
| ----------------- | --------------------------- | ----- |
| Мехіко 1968       | каное-одиночка, 1000 метрів | 7     |
| Мехіко 1968       | каное-двійка, 1000 метрів   | 1     |
| Мюнхен 1972       | каное-одиночка, 1000 метрів | 1     |
| Мюнхен 1972       | каное-двійка, 1000 метрів   | 2     |
| Монреаль 1976     | каное-одиночка, 500 метрів  | 7     |
| Монреаль 1976     | каное-одиночка, 1000 метрів | 5     |
| Москва 1980       | каное-двійка, 500 метрів    | 2     |
| Москва 1980       | каное-двійка, 1000 метрів   | 1     |
| Лос-Анджелес 1984 | каное-двійка, 500 метрів    | 2     |
| Лос-Анджелес 1984 | каное-двійка, 1000 метрів   | 1     |